# Хаксли, Хью
Хью Хаксли (англ. Hugh Esmor Huxley; 25 февраля 1924, Биркенхед, Англия — 25 июля 2013, штат Массачусетс, США) — английский учёный, специалист по молекулярной биологии. Наиболее известны его работы по мышечному сокращению. Автор таких научных концепций по физиологии мышц, как теория скользящей нити, концепция качающегося поперечного моста.

## Семья
Хью Хаксли родился в Биркенхеде в 1924 году. Отец работал бухгалтером, а мать — школьной учительницей .  
Со своей второй женой Фрэнсис Максон Фрипп поженились в 1965 году в Кокорде, штат Массачусетс. У Фрэнсис было трое детей от прошлого брака — Билл, Эми и Гленвэй. В 1970 году у Хью и Фрэнсис родилась дочь — Олвен.  

## Образование
Хаксли поступил в колледж Христа в Кембридже в 1941 году на программу "радиофизика", где изучал работу радаров . Вторая мировая война прервала обучение Хаксли, и он поступил на военную службу в Королевские ВВС в качестве офицера радаров. В это время работал над разработкой радиолокационного оборудования, за что в 1948 году был удостоен звания члена Ордена Британской империи (MBE). После завершения службы Хаксли вернулся в Кембридж на последний год обучения и получил степень бакалавра по физике. Ужасы войны, особенно атомные бомбардировки Хиросимы и Нагасаки, радикально изменили взгляды Хаксли на проведение исследований в области ядерной физики. Тогда он решил поступить в Кембриджский университет, где сначала работал в Лаборатории молекулярной биологии, а затем в небольшом подразделении Совета медицинских исследований, основанном Максом Перуцем и Джоном Кендрю, которые стали научными руководителями Хаксли. В качестве первой темы для исследований Хаксли получил рентгеновский анализ белков, но вскоре заинтересовался изучением строения мышц, и руководители дали согласие на смену направления. Вместе с Хаксли в лаборатории работал Фрэнсис Крик, который и начал заниматься исследованием белков и впоследствии прославился открытием структуры ДНК. Хаксли защитил докторскую диссертацию в 1952 году по молекулярной биологии, в которой изучал малоугловое рентгеновское рассеяние живых мышечных волокон.  

## Научные исследования
Для дальнейшего изучения структуры и функционирования мышц Хаксли был необходим электронный микроскоп, которого в то время еще не было в Кембридже, поэтому было принято решение перейти работать в Массачусетский технологический институт. Важные научные открытия Хаксли совершил в сотрудничестве с Джин Хансон, присоединившейся к лаборатории в 1953 году. Была создана "теория скользящей нити" при изучении сокращения мышц лягушки. Важной вехой в изучении физиологии мышц стало опубликование их совместной работы в журнале Nature . Работа вызвала критику и сомнения со стороны научного сообщества, что ввело Хаксли в депрессивное состояние. 
Хаксли вернулся работать в Кембридж весной 1954 года, в ходе исследований обнаружил молекулярное взаимодействие в мышечных волокнах. В 1955 году Хаксли присоединился к отделу биофизики Бернарда Каца в Университетском колледже Лондона. В это время Хаксли удалось создать микротом для тонких срезов мышечной ткани, с помощью которой он мог делать гистологические срезы размером всего 100–150 Å по толщине. Это позволило ему установить концепцию поперечного моста с помощью рентгеновской дифракции и выяснить роль мышечных белков — миозина и актина.
В 1962 Хаксли переходит в лабораторию молекулярной биологии в Королевском колледже, где работает в течение пяти лет, и после переходит в колледж Черчилля. В 1975 году Хаксли становится совместным руководителем отдела структурных исследований. В 1979 году занимает должность заместителя директора ЛМБ после ухода с поста Макса Перуца. В 1969 году Хакси опубликовывает статью "Механизм мышечных сокращений", в которой была окончательно сформулирована "гипотеза качающегося моста" . Концепция описывала различные типы клеточной подвижности и стала фундаментальной в молекулярной биологии . В 1987 году Хаксли принял предложение занять должность профессора в исследовательском центре фундаментальных медицинских наук Розенштиля в университете Брандейса, где проработал до самой смерти, продолжая заниматься исследованиями в области сокращения мышц. С 1997 года занимал должность почетного профессора (эмерита).

## Смерть
Незадолго до своей смерти в 2013 году Хаксли выпускает труд, посвященный лаборатории молекулярной биологии, в создании которого участвовало около 60 человек, которые когда-либо имели отношение к лаборатории. Хаксли скончался внезапно от сердечного приступа 25 июля 2013 года в своем доме в Вудс-Хоул, штат Массачусетс.

## Награды и признание
- 1948 Член Ордена Британской Империи (военный).
- 1960 член Королевского общества
- 1962 год. Член Королевского колледжа, Кембридж.
- Премия Фельдберга 1963 года за экспериментальные медицинские исследования
- Почетный иностранный член Академии Леопольдина
- 1965 Почетный иностранный член Американской академии искусств и наук
- Премия Харди за биологические исследования
- 1967 член Черчилль-колледжа, Кембридж
- 1969 Почетный доктор наук, Гарвардский университет.
- Данэм, лектор, Медицинская школа Гарвардского университета
- 1970 г. Кроунский лектор, Королевское общество
- 1971 Почетный иностранный член Датской академии наук
- Премия Луизы Гросс Хорвиц
- 1974 Почетный доктор наук, Чикагский университет
- Международная премия Фельтринелли в области медицины
- 1975 Премия Гэрднера
- Медаль Бали, Королевский колледж врачей
- 1976 г. - почетный доктор наук, Пенсильванский университет.
- Почетный член Американского общества химиков-биологов
- 1977 Королевская медаль, Королевское общество
- 1978 Иностранный научный сотрудник Национальной академии наук США
- 1981 Почетный член Американской ассоциации анатомов
- Почетный член Американского физиологического общества
- Почетный научный сотрудник колледжа Христа
- 1983 Премия Э. Б. Уилсона, Американское общество клеточной биологии
- 1987 Мировая премия Альберта Эйнштейна в области науки
- Медаль Франклина 1990 года
- 1991 Премия выдающегося ученого в области биологических наук, электронная микроскопия
- 1997 Медаль Копли